# Le Cheval roi
Le Cheval roi est un recueil de nouvelles de Jean de La Varende publié en 2009 aux éditions Actes Sud, choisis et présentés par Arnaud Dhermy. Sur les treize nouvelles publiées, une est inédite. Les textes choisis sont à la fois des nouvelles, parfois déjà publiées, des extraits de nouvelle ou de monographies, ainsi qu'une anthologie tirées des romans : Nez-de-Cuir, gentilhomme d'amour, Man' d'Arc, L'Homme aux gants de toile, Le Troisième Jour et Cœur pensif.

## Titres des nouvelles
1. Le cheval et l'image, monographie, parue en 1947 aux éditions Fleuve étincelant, et n'avait pas encore été rééditée ;
2. Extrait de la monographie Le Haras du Pin, parue en 1949 ;
3. Son altesse le Cheval, nouvelle, parue en mai 1952 dans la revue Le Cheval en France et dans le Monde, rééditée dans le recueil de nouvelle Son altesse le cheval en 1972, puis seul, en 1988 ;
4. La chevalerie et le cheval, nouvelle, parue en 1957 dans une revue de luxe des United States Lines, reprise dans le recueil de nouvelle Son altesse le cheval en 1972 ;
5. Les centaures et les jeux, nouvelle, parue en 1957 chez Pierre de Tartas, et non encore rééditée ;
6. Les chevaux du "Bestaire", notice tirée du Bestiaire paru en 1958, réédité en 1966 dans Le Bestaire de La Varende, et dans une autre version dans À Cien ouvert. Images du terroir en 2007, chez Terre de Brume.